# Walkie (rapper)
Ivan Vitalijevič Petunin (rusky Иван Витальевич Петунин; 24. května 1995 Belorečensk – 30. září 2022 Krasnodar), známější od přezdívkou Walkie (rusky Во́лки), byl ruský hip hopový umělec a turnajový rapper.
Na konci září 2022 spáchal sebevraždu kvůli ruské mobilizaci v rámci rusko-ukrajinské války. Ve videu, zveřejněném na sociální síti Telegram, řekl, že odmítá zabíjet jiné lidi. Předtím, než svůj život ukončil skokem z 11. patra výškové budovy v domovském Krasnodaru, vydal album.

## Život

### Raný život
Narodil se 24. května 1995 ve městě Belorečensk. Ve věku 14 let se začal zajímat o rap, když si poslechl skladby rapperů Eminema a 2Pac. Své první kroky v kariéře zahájil již v roce 2012 na turnaji Slovo, kde soutěžil až do roku 2015. Poté podle plánu vstoupil do armády.

### Počátek popularity
Po návratu z armády v roce 2016 se přestěhoval do Petrohradu a začal se účastňovat turnajů na webu #SLOVOSPB. Poprvé se o něm začalo mluvit po souboji s rapperem Abbalbiskem během turnaje na webu SLOVO: Moscow site; později se ukázalo, že turnaj byl zinscenovaný. Rok 2017 se ukázal jako nejproduktivnější v jeho kariéře. Vydal několik alb a zúčastnil se desítek turnajů, mimo jiné na webu Versus.

### Zdravotní potíže
Odběratelé kanálu Walkie začali všímat jeho podivného chování. Ve vysíláních mluvil nesouvisle a skákal z jednoho tématu k druhému. Následně jej manželka a matka umístily na měsíc a půl do psychiatrické léčebny, kde mu byla diagnostikována mánie a schizofrenie. Po propuštění z léčebny si jej manželka odvedla domů, kde skočil ze třetího patra, zlomil si páteř a skončil v nemocnici. Kvůli všem těmto událostem jej manželka opustila, což ještě více ovlivnilo jeho psychický stav. Později Walkie o tomto období svého života vydal album Wolves in a Psychiatric Hospital.

### Smrt
Dne 30. září 2022 na svém kanálu na sociální síti Telegram zveřejnil video na rozloučenou, kde říká, že je kvůli mobilizaci a ruské invazi na Ukrajinu rozhodnutý spáchat sebevraždu skokem z okna. V den své smrti také vydal album, kde se se všemi loučí.

## Diskografie

### Rapové turnaje
2012
- Walkie T vs Toshi Tak-To (prohra)
- Walkie T vs Sano MC (vítězství)
- Walkie T vs Kolya Haight (vítězství)
- Peter Parker (Walkie T) vs Green Goblin (Dima KEX) (prohra)
- Walkie T vs KRK (vítězství)

2013
- Walkie T & .Otrix vs QcheR & Alr1ght (prohra)
- Walkie T vs Hassan (prohra)
- Walkie T vs Hyde (vítězství)
- Walkie T vs Lam (vítězství)
- Walkie T vs Ol Z (vítězství)
- Walkie T vs Vitya Chirkalo (vítězství)
- Walkie T vs Edya Elate (prohra)
- Walkie T vs Symba SLK (vítězství)
- Walkie T vs Dima KEX (vítězství)
- Walkie T vs Cuban

2014
- Walkie T vs Lonely Old Woman Hip-Hop (vítězství)
- Walkie T vs VoVaNo
- Walkie T vs Misha Boyara (vítězství)
- Walkie T & WahaBeat vs Despot & Takini (vítězství)
- Walkie T vs Dom1no (remíza)
- Walkie T vs Lazo (vítězství)
- Walkie T vs Nongratta (vítězství)

2015
- Walkie T vs. Otrix

2016
- Walkie vs El Loco (prohra)
- Walkie vs edik_kingsta (vítězství)
- Walkie vs Milky (prohra)
- Walkie vs Abbalbisk (prohra)
- Walkie vs Abbalbisk (vítězství)

2017
- Walkie vs DEEP-EX-SENSE (prohra)
- Walkie vs ΨBOY (vítězství)
- Walkie vs R1Fmabes
- Walkie vs Re-Pac (vítězství)
- Walkie vs Vыktor Kolomoiskii
- Walkie vs Mozee Montana (vítězství)[16]
- Walkie vs Bully "Prime" (Walkie) vs Abbalbisk (prohra)
- Walkie vs Dom1no (BPM)[10]
- Walkie vs Shumm (prohra)

2018
- Walkie vs Prostitute's Son
- Walkie vs Sector (remíza)[17]
- Walkie vs Shumm (prohra)

2019
- Walkie vs Edichka (vítězství)
- Walkie vs BionicleWalkie vs Yuki_NWalkie vs Puncher
- Walkie vs Guide CatWalkie vs Crowd (prohra)
- Walkie vs Solovey (vítězství)
- Walkie vs Plane Dead (prohra)[18][19]
- Walkie vs Gokilla

2020
- Walkie vs Vroom (BPM, prohra)
- Walkie vs Blizz4rd (diskvalifikace)
- Walkie vs Kepkin (vítězství)

2021
- Walkie vs KnownAim vs XXOS vs Corypheus vs Odinnadcatiy (vítězství)
- Walkie vs LeTai (vítězství)[20]
- Walkie vs Dictator UAV (vítězství)

2022
- Walkie vs Mixi
- Walkie vs Fukish with Hustle vs Chill (prohra)
- Walkie vs Smoke[PlanB] (prohra)
- Walkie vs Mixi vs Dictator UAV vs Abbalbisk vs Zhaba Arkadievna (prohra)